# Alexius Meinong
Alexius Meinong von Handschuchsheim, född den 17 juli 1853 i Lemberg, död den 6 december 1920 i Graz, var en österrikisk filosof.

## Biografi
Meinong, som blev professor i Graz 1888, grundlade där 1894 det första psykologiska institutet i Österrike. Han tillhörde från början den Brentanoska kretsen och var därför, särskilt påverkad av Hume, psykologisk i läran om verkligheten. Senare utbildade han som teori för verklighet över huvud en särskild "gegenstandstheorie" (närmast objektteori), som avhandlar, vad som ur objektets egen natur omedelbart inses vara giltigt, och sålunda är aprioristisk. Sålunda vunnen kunskap förblir giltig oberoende av enskilda objekts realitet, varför även objektsteori finns för icke-existerande eller omöjliga objekt. Objektivitet är förmågan hos en föreställning att tjänstgöra som grundval för ett affirmativt antagande; av objektiviteten förekommer två arter: egentliga objekt samt "objektiv" ("urteilsgegenstände"), det vill säga dels menade sakförhållanden, dels beskaffenhets- eller existensobjektiv, på vilka predikaten "sant" eller "falskt" äger tillämplighet. 
Sant är ett omdöme, så snart det fattar ett varande objektiv, ett omdöme, vars objekt är ett faktum. Det är inte omdömesakten, 
scm är sann, utan objektivet. Objekt finns av högre och lägre ordning, de högre kallas "reflexioner" och "komplexioner"; inferiora fundera superiora. Fundierte inhalte exemplifieras även av de av von Ehrenfels studerade gestaltkvaliteterna. Funderade objekt betingas antingen av jämförelse eller förknippbarhet. Aprioriska relationer fattas existensfritt med evidens. Kunskapen är därför ett dubbelfaktum. Erfarenheten som sinnesåskådning är icke blott föreställningar och deras sammanhang, utan ett existentialomdöme med positivt objektiv, reala objekt och evidens utan nödvändighet. Objektet i den inre erfarenheten är ett medelbart fattat reale. Metafysiken grundas i erfarenheten, men går ut över densammas gränser.
De psykologiska grundförloppen är föreställande, omdöme, känsla och begär. Känslor betingas alltid av föreställningar, stundom av omdömen. Antagandet är omdöme utan därtill hörande visshetskänsla, sålunda fantasiomdöme. Omdömeskänslor är antingen funderade i kunskap eller syftar på objektiv; i det senare fallet är de värdekänslor. Värdesättande är en existentialkänsla, ty det innebär reagerande med fantasikänsla mot ifrågavarande objekts existens. Ett objekt har värde, för så vitt det äger förmåga att hos en tillräckligt orienterad, med normala anlag begåvad person utlösa en värdekänsla. Både sanna och falska värden finns. Värdeteorin utgör grundval för etiken, vilken dock skall vara normativ. Det huvudsakligen värderade är sinnelaget, men även handlingens resultat kan vara av värde. Sedligt värdeobjekt är den i ifrågavarande viljeakt till uttryck kommande opersonliga medkänslan för medmänniskornas väl och ve. Meinong utgav bland annat: Hume-studien. I. Zur Geschichte und Kritik des modernen Naturalismus (1877), II. Zur Relationstheorie (1882), Psychologisch-ethische Untersuchungen zur Werththeorie (1894), Über Annahmen (1902; 2:a upplagan 1910), Untersuchungen zur Gegenstandstheorie und Psychologie (1904), Urteilsgefühle (1905) och Über die Erfahrungsgrundlagen unseres Wissens (1906).